# Vasilij Levit
Vasilij Levit, född den 24 februari 1988 i Qostanaj, Kazakiska SSR, Sovjetunionen, är en kazakisk boxare.
Han tog OS-silver i tungvikt i samband med de olympiska boxningstävlingarna 2016 i Rio de Janeiro..